# Бледски дворац
Бледски дворац је средњовековни дворац саграђен на провалији изнад града Бледа са погледом на Бледско језеро. Према писаним изворима, то је најстарији словеначки дворац и тренутно је једна од најпосећенијих туристичких атракција Словеније. Данас је замак историјски музеј са збирком која представља историју језера. 

## Историја и структуре
Замак се први пут помиње у даровници коју је цар Хајнрих II издао бискупима Бриксена 22. маја 1011. Замак је остао као резиденција бискупа осам векова.  У време даровнице, ово подручје је припадало Маршу (или маркгрофовији) Крањској у Светом римском царству, али је 1278. припало аустријској кући Хабзбурга.
Најстарији део замка је романска кула. У средњем веку је подигнуто више кула и побољшана утврђења. Остале зграде су грађене у ренесансном стилу.  Зграде су распоређене око два дворишта, која су повезана степеништем. У горњем дворишту се налази капела која је подигнута у 16. веку и обновљена око 1700. када је такође осликана илузионистичким фрескама. Замак има и покретни мост преко шанца.

## Галерија
- Горње двориште са резиденцијом и готском капелом
- Доње двориште са господарским зградама
- Улаз у дворац
- Зграде око доњег дворишта
- Поглед са Бледског дворца
- Бледски дворац зими
- Бледски дворац у касно лето